# لیندسی کوهلت
لیندسی کوهلت (انگلیسی: Lyndsay Kohlet؛ زادهٔ ۶ اکتبر ۱۹۸۸) بازیکن فوتبال اهل استرالیا است.
وی همچنین در تیم ملی فوتبال زنان استرالیا بازی کرده‌است.